# Almerindo Spadetta
Almerindo Spadetta (1822 circa – San Giovanni a Teduccio, aprile 1894) è stato un librettista italiano attivo a Napoli.
Fu direttore di scena al Teatro San Carlo, al Teatro Nuovo e al Teatro del Fondo di Napoli per oltre 40 anni e scrisse numerosi libretti (principalmente nel genere dell'opera buffa) per compositori associati a quei teatri. Il suo lavoro più longevo è stato il libretto per il Don Checco di Nicola De Giosa, uno degli ultimi grandi successi nella storia dell'opera buffa napoletana.

## Biografia
Spadetta era un avvocato e apparentemente trascorse parte della sua carriera a Malta, ma poco altro è stato scritto sulla sua vita. Secondo il suo necrologio sulla Gazzetta Musicale di Milano, trascorse i suoi ultimi anni a San Giovanni a Teduccio, un piccolo paese alla periferia di Napoli, dove morì nel 1894, dimenticato da tempo e in condizioni di estrema povertà.

## Libretti
- Elvina (opera semiseria in 3 atti) composta da Nicola De Giosa - prima esecuzione al Teatro Nuovo, Napoli, 1845
- Pulcinella e la fortuna, (azione allegorica in 5 atti), composta da Vincenzo Fioravanti - prima al Teatro Nuovo, Napoli, il 24 gennaio 1847
- Carlotta e Werter (opera semiseria in 2 atti) composta da Mario Aspa - prima al Teatro Nuovo, Napoli, 1849
- Il pirata, (opera buffa in 5 atti composta da Vincenzo Fioravanti - prima al Teatro Nuovo, Napoli, 1849
- Don Checco (opera buffa in 2 atti) composta da Nicola De Giosa - prima al Teatro Nuovo, Napoli, 1850
- Il coscritto (melodramma in 4 parti) composto da Mario Aspa - prima al Teatro del Fondo, Napoli, 1851
- Il signor Pipino (opera buffa in 3 atti) composta da Vincenzo Fioravanti - prima al Teatro Nuovo, Napoli, 1856
- Cicco e Cola (opera buffa in 4 atti) composta da Alfonso Buonomo - prima al Teatro Nuovo, Napoli, 1857
- I due mariti (commedia lirica in 3 atti) composta da Nicola D'Arienzo - prima al Teatro Bellini, Napoli, il 1 febbraio 1866
- Tizio, Cajo e Sempronio (opera buffa in 3 atti) composta da Alfonso Buonomo - prima al Teatro Fenice, Napoli, 1867
- Le rose (commedia lirica in 3 atti) composta da Nicola D'Arienzo - prima al Teatro Bellini, Napoli, febbraio 1868
- Il cacciatore delle Alpi (opera semiseria in 1 atto composta da Nicola D'Arienzo - prima al teatrino del Collegio dei Nobili, Napoli, 23 giugno 1870
- Zorilla (melodramma giocoso in 3 atti) composto da Antonio Nani - prima al Teatro Rossini, Napoli, 1872
- Il cuoco e il segretario (opera buffa in 3 atti, da Eugène Scribe) composta da Nicola D'Arienzo - prima al Teatro Rossini, Napoli, l'11 gennaio 1873
- I viaggi (commedia lirica in 3 atti) composta da Nicola D'Arienzo - prima al Teatro Castelli, Milano, 23 giugno 1875.